# Riacho dos Macacos (periodiskt vattendrag i Brasilien, Ceará, lat -4,72, long -38,67)
Riacho dos Macacos är ett periodiskt vattendrag i Brasilien.   Det ligger i delstaten Ceará, i den östra delen av landet, 1 600 km nordost om huvudstaden Brasília.
Omgivningarna runt Riacho dos Macacos är huvudsakligen savann. Runt Riacho dos Macacos är det glesbefolkat, med 8 invånare per kvadratkilometer.